# Proticiteit

Zwavelzuur is een diprotisch zuur omdat het beide aanwezige protonen kan afsplitsen.

Proticiteit is een begrip uit de scheikunde die een specifieke eigenschap van anorganische zuren aangeeft. Het duidt met name op het aantal afsplitsbare (ioniseerbare) en dus zure protonen (H+) in een verbinding. Naargelang het aantal afsplitsbare protonen wordt gesproken over een monoprotisch, diprotisch of triprotisch zuur. Een voorbeeld is zwavelzuur (H2SO4), een diprotisch zuur. In de wetenschappelijke literatuur worden deze termen ook wel aangeduid als respectievelijk mono-, di- of tribasisch (Engels: monobasic, dibasic of tribasic).